# Leandro Cesar de Sousa
Leandro Cesar de Sousa (* 6. Juli 1979 in Araraquara), auch bekannt als Lê, ist ein ehemaliger brasilianischer Fußballspieler.

## Karriere
Lê begann seine Karriere 2001 bei SE Matonense. Danach spielte er beim Erstligisten Santa Cruz FC. 2004 unterschrieb er einen Vertrag beim japanischen Zweitligisten Ventforet Kofu. 2005 kehrte er nach Brasilien zurück und unterschrieb einen Vertrag bei AE Araçatuba. 2009 unterschrieb er einen Vertrag beim Drittligisten Paysandu SC. 2010 wechselte er zum Zweitligisten AS Arapiraquense. Von 2011 bis 2016 war er außerdem noch bei den Vereinen Goianésia EC, Araguaína FR und Nacional Fast Clube unter Vertrag.